# Stadion (Malmö)
O Stadion - o antigo Estádio Swedbank até 2018 - é um estádio de futebol em Malmö na Suécia.
Tem capacidade para receber 22 500 pessoas em jogos nacionais e 20 500 em jogos internacionais, e  é o campo do clube Malmö FF. A partir da sua inauguração em 2009, substituiu o velho Estádio de Malmö.

O jogo de inauguração – Malmö FF-Örgryte IS – terminou com a vitória dos azuis de Malmö por 3-0.
O maior resultado do estádio foi Brasil-Iraque que terminou 6-0 para o Brasil.